# Sulorgilus reclinervis
Sulorgilus reclinervis är en stekelart som beskrevs av Van Achterberg 1994. Sulorgilus reclinervis ingår i släktet Sulorgilus och familjen bracksteklar. Inga underarter finns listade i Catalogue of Life.